# Governo Rama II
Il Governo Rama II è stato il 66º governo dell'Albania, in carica dal 13 settembre 2017 al 18 settembre 2021. Si è formato in seguito alle elezioni parlamentari del 2017, che hanno visto la vittoria del Partito Socialista per la seconda volta consecutiva.

## Situazione parlamentare
| Camera    | Collocazione     | Partiti             | Seggi    |
| --------- | ---------------- | ------------------- | -------- |
| Assemblea | Maggioranza      | PSSH (74)           | 74 / 140 |
| Assemblea | Appoggio esterno | PDIU (3), PSD (1)   | 4 / 140  |
| Assemblea | Opposizione      | PDSH (43), LSI (19) | 62 / 140 |

## Composizione
Al momento dell'insediamento, il Governo era composto da 13 ministri (esclusi il Primo ministro e il vice Primo ministro), di cui due senza portafoglio, saliti a quattro alla fine del mandato.
     Partito Socialista d'Albania
| Carica                                                 | Titolare | Titolare | Titolare                                             | Partito politico | Partito politico |
| ------------------------------------------------------ | -------- | -------- | ---------------------------------------------------- | ---------------- | ---------------- |
| Primo ministro                                         |          |          | Edi Rama                                             | PSSH             |                  |
| Vice primo ministro                                    |          |          | Senida Mesi (fino al 17/01/2019)                     | PSSH             |                  |
| Vice primo ministro                                    |          |          | Erion Braçe (dal 17/01/2019)                         | PSSH             |                  |
| Ministro delle finanze e dell'economia                 |          |          | Arben Ahmetaj (fino al 17/01/2019)                   | PSSH             |                  |
| Ministro delle finanze e dell'economia                 |          |          | Anila Denaj (dal 17/01/2019)                         | PSSH             |                  |
| Ministro dell'interno                                  |          |          | Fatmir Xhafaj (fino al 06/11/2018)                   | PSSH             |                  |
| Ministro dell'interno                                  |          |          | Sandër Lleshaj (dal 23/11/2018 al 17/12/2020)        | PSSH             |                  |
| Ministro dell'interno                                  |          |          | Bledar Çuçi (dal 17/12/2020)                         | PSSH             |                  |
| Ministro della difesa                                  |          |          | Olta Xhaçka (fino al 31/12/2020)                     | PSSH             |                  |
| Ministro della difesa                                  |          |          | Niko Peleshi (dal 04/01/2021)                        | PSSH             |                  |
| Ministro per l'Europa e gli affari esteri              |          |          | Ditmir Bushati (fino al 18/01/2019)                  | PSSH             |                  |
| Ministro per l'Europa e gli affari esteri              |          |          | Gent Cakaj ad interim (dal 22/01/2019 al 31/12/2020) | PSSH             |                  |
| Ministro per l'Europa e gli affari esteri              |          |          | Olta Xhaçka (dal 04/01/2021)                         | PSSH             |                  |
| Ministro della giustizia                               |          |          | Etilda Gjonaj                                        | PSSH             |                  |
| Ministro delle infrastruttura e dell'energia           |          |          | Damian Gjiknuri (fino al 17/01/2019)                 | PSSH             |                  |
| Ministro delle infrastruttura e dell'energia           |          |          | Belinda Balluku (dal 17/01/2019)                     | PSSH             |                  |
| Ministro dell'istruzione, dello sport e della gioventù |          |          | Lindita Nikolla (fino al 17/01/2019)                 | PSSH             |                  |
| Ministro dell'istruzione, dello sport e della gioventù |          |          | Besa Shahini (dal 17/01/2019 al 14/09/2020)          | PSSH             |                  |
| Ministro dell'istruzione, dello sport e della gioventù |          |          | Evis Kushi (dal 15/09/2020)                          | PSSH             |                  |
| Ministro dell'agricoltura e dello sviluppo rurale      |          |          | Niko Peleshi (fino al 17/01/2019)                    | PSSH             |                  |
| Ministro dell'agricoltura e dello sviluppo rurale      |          |          | Bledar Çuçi (dal 17/01/2019 al 17/12/2020)           | PSSH             |                  |
| Ministro dell'agricoltura e dello sviluppo rurale      |          |          | Milva Ekonomi (dal 18/12/2020)                       | PSSH             |                  |
| Ministro della salute e della protezione sociale       |          |          | Ogerta Manastirliu                                   | PSSH             |                  |
| Ministro della cultura                                 |          |          | Mirela Kumbaro (fino al 17/01/2019)                  | PSSH             |                  |
| Ministro della cultura                                 |          |          | Elva Margariti (dal 17/01/2019)                      | PSSH             |                  |
| Ministro del turismo e dell'ambiente                   |          |          | Blendi Klosi                                         | PSSH             |                  |
| Ministro di Stato per la tutela delle imprese          |          |          | Sonila Qato (fino al 17/01/2019)                     | PSSH             |                  |
| Ministro di Stato per la tutela delle imprese          |          |          | Eduard Shalsi (dal 17/01/2019)                       | PSSH             |                  |
| Ministro di Stato per la diaspora                      |          |          | Pandeli Majko                                        | PSSH             |                  |
| Ministro di Stato per i rapporti con il Parlamento     |          |          | Elisa Spiropali                                      | PSSH             |                  |
| Ministro di Stato per la ricostruzione                 |          |          | Arben Ahmetaj                                        | PSSH             |                  |